# André Étienne Justin Pascal Joseph François d'Audebert de Férussac
El baró André Étienne Justin Pascal Joseph François d'Audebert de Férussac (30 de desembre de 1786 – 21 de gener de 1836) va ser un naturalista francès especialitzat en l'estudi dels mol·luscs. El seu nom de vegades s'escriu Just o Juste i d'Audibert, d'Audebard, o d'Audeberd.
Va néixer a Chartron, prop de Lauzerte a la província de Quercy (actualment a Tarn-et-Garonne), era fill de Jean Baptiste Louis d'Audibert de Férussac i de Marie Catherine Josèphe de Rozet, i va ser professor de geografia i estadística a l'École d'état-major a París. L'any 1811, s'enrolà a l'exèrcit de Napoleó Bonaparte i va combatre a la batalla de Jena i a la batalla d'Austerlitz. Va ser ferit durant la campanya d'Espanya, al setge de Saragossa. Després de les seves ferides, va esdevenir ajudant de camp del general Daricaud i es va estar a Andalusia però aviat va haver d'abandonar Espanya. Va ser nomenat sotsprefecte de l'île d'Oléron el 1812. L'any 1813 publicà el seu Journal de mes campagnes en Espagne, amb observacions sobre Andalusia, Cadis i la seva illa i la relació històrica del setge de Saragossa (1813). Ha d'abandonar les seves funcions amb la caiguda de napoleó (1814) Durant els Cent jours, breument és sotsprefecte de Compiègne.

## Tàxons
Férussac va donar nom i va descriure nombrosos tàxons de gastròpodes, incloent:
- Cochlodina Férussac, 1821, un gènere de cargols terrestres
- Helicostyla Férussac, 1821, un gènere de cargols terrestres

Altres tàxons dedicats a ell inclouen:
- Ferussaciidae Bourguignat, 1883,[1] a land snail family

## Obres
- Férussac A. E. J. P. J. F. d'Audebard de 1821-1822. Tableaux systématiques des animaux mollusques classés en familles naturelles, dans lesquels on a établi la concordance de tous les systèmes; suivis d'un prodrome général pour tous les mollusques terrestres ou fluviatiles, vivants ou fossiles. pp. j-xlvij [= 1-47], [1], 1-110, [1]. Paris, Londres. (Bertrand, Sowerby).
- Les primeres 28 parts nde Histoire naturelle générale et particulière des mollusques terrestres et fluviatiles, de mol·lusc terrestres i d'aigua dolça (4 volums, 1819–1832), originàriament començats pelsseu pare i més tard acabats per Gérard Paul Deshayes.
- Introducció i primeres 11 parts de Histoire naturelle générale et particulière des céphalopodes acétabulifères (Paris, 1834-5), més tard completades per d'Orbigny.

També va ser l'editor, des del 1822, del Bulletin général et universel des annonces et des nouvelles scientifiques.